# Santorso
Santorso ist eine nordostitalienische Gemeinde (comune) mit 5599 Einwohnern (Stand 31. Dezember 2023) in der Provinz Vicenza in Venetien. Die Gemeinde liegt etwa 24,5 Kilometer nordwestlich von Vicenza am Fuße des Monte Summano.

## Gemeindepartnerschaften
Santorso unterhält Partnerschaften mit der ungarischen Gemeinde Vejano in der Provinz Viterbo und mit der Schweizer Gemeinde Brissago im Kanton Tessin.